# هیروشیما عشق من
هیروشیما عشق من (به فرانسوی: Hiroshima mon amour) فیلمی محصول ۱۹۵۹ اثری از فیلمساز فرانسوی آلن رنه است. نخستین فیلم بلند رنه که اغلب گفته می‌شود برای پیشبرد هنر سینما، نقشی به همان اندازه مهم را بازی کرده که همشهری کین (اورسن ولز، ۱۹۴۱). فیلمنامه این اثر را مارگریت دوراس، نویسنده شهیر فرانسوی نوشته‌است. این فیلم ضد جنگ در قالب درامی نامتعارف به حادثه بمباران اتمی هیروشیما می‌پردازد. این فیلم با استقبال منتقدان مواجه شد و در بخش خارج از مسابقهٔ جشنواره فیلم کن نشان داده شد و جایزه منتقدان بین‌المللی را برد. همچنین مارگریت دوراس برای فیلمنامهٔ این فیلم نامزد دریافت جایزه اسکار شد.

## خلاصه داستان
بازیگری فرانسوی (ریوا) برای بازی در فیلمی به ژاپن می‌آید و با آرشیتکتی ژاپنی (اوکادا) برای دو روز رابطه برقرار می‌کند. رنجی که زن بابت کشته‌شدگان بمباران هیروشیما حس می‌کند او را به یاد ضایعه‌ای می‌اندازد که خود در گذشته متحمل شده‌است. زن به سربازی آلمانی دل باخته بوده و سرباز در روز آزادی به قتل رسیده‌است. سپس خانواده زن، او را به جرم عشق به دشمن در زیرزمینی تاریک به حبس کشیده‌اند. او حالا تمام شهر ـ بمب، مرگ مصیبت، معلولیت جسمی ـ را معطوف مرد می‌کند. مردی که «هیروشیما» می‌خواندش…

## مشروح داستان
نمای نزدیکی از پشت و بازوان مرد و زنی که همدیگر را در آغوش گرفته‌اند، در میان خاکسترهای در حال سقوط، سپس در عرق غرق می‌شوند. در صدای خارج از تصویر، زن روایت می‌کند که پس از بمباران اتمی هیروشیما، آنچه در سفرش به این شهر دیده است را به یاد می‌آورد؛ در حالی‌که تصاویر خبری و ساختگی از قربانیان، تظاهرات، یادمان‌های جنگ، و خیابان‌ها و ساختمان‌های هیروشیما امروزی به نمایش درمی‌آید. مرد با آرامش می‌گوید زن چیزی ندیده و نمی‌داند فراموشی چیست. او اهل هیروشیماست و خانواده‌اش در بمباران کشته شده‌اند، در حالی‌که خودش در جنگ اقیانوس آرام می‌جنگیده. زن بازیگری فرانسوی است که برای ساخت فیلمی ضد جنگ به این شهر آمده است.
صبح روز بعد، زن مرد را در خواب تماشا می‌کند. حرکت عصبی دست او، زن را به یاد عشق نخستینش می‌اندازد؛ سربازی که هنگام مرگ، دستش به‌همین شکل حرکت می‌کرد. مرد ژاپنی بیدار می‌شود و روشن می‌شود که آن دو شب گذشته در کافه‌ای با یکدیگر آشنا شده‌اند. زن درمی‌یابد که مرد معمار است و درگیر سیاست. آن‌ها درباره بمباران و پایان جنگ صحبت می‌کنند و مرد مجذوب واژه «نِوِر»، زادگاه زن می‌شود؛ جایی که زن دیگر نمی‌خواهد به آن بازگردد. مرد می‌گوید دوست دارد دوباره زن را ببیند، اما زن می‌گوید فردا به پاریس بازمی‌گردد. این موضوع و حتی دانستن اینکه زن فرزند دارد، احساس مرد را تغییر نمی‌دهد، ولی زن، گرچه دل‌چرکین است، بارها از ترتیب دادن دیداری دیگر خودداری می‌کند.
مرد به محل فیلم‌برداری زن می‌رود و زن از دیدن او خوشحال می‌شود. مرد او را به خانه‌اش می‌برد. زن می‌پرسد آیا تنها زندگی می‌کند، و مرد می‌گوید همسرش چند روزی در شهر نیست. هر دو می‌گویند در زندگی زناشویی خود خوشبخت‌اند، گرچه روابط گذرایی داشته‌اند، و بار دیگر با هم هم‌آغوش می‌شوند. پس از تصمیم به گذراندن باقی‌ماندهٔ وقت زن در هیروشیما با یکدیگر، به چای‌خانه‌ای می‌روند و مرد از زن می‌خواهد بیشتر از نِوِر و زندگی‌اش در آنجا بگوید. زن در میان یادآوری خاطرات، تعریف می‌کند که چگونه با یک سرباز آلمانی در زمان اشغال فرانسه دل‌بسته شدند و تصمیم داشتند به بایرن بگریزند، ولی او در روز آزادی نِوِر، در حالی‌که در انتظار زن بوده، گلوله می‌خورد و می‌میرد. زن تا هنگام مرگش دو روز بالای سر او می‌ماند، سپس روستاییان، وقتی از رابطهٔ او با سرباز باخبر می‌شوند، موهایش را می‌تراشند. والدینش او را تا هنگام رشد دوبارهٔ موهایش و بازگشت عقلش، میان اتاق و زیرزمین زندانی می‌کنند و سپس کمی پیش از بمباران هیروشیما، او را به پاریس می‌فرستند. زن می‌کوشد درد فراموشی آن عشق و مرد آلمانی را بیان کند و می‌گوید از مرد ژاپنی فاصله گرفته تا دوباره گرفتار چنین دل‌شکستگی نشود.
وقتی مرد می‌فهمد زن هرگز از آن ماجرا با شوهرش سخن نگفته، شاد می‌شود، اما وقتی چای‌خانه را ترک می‌کنند، زن به او می‌گوید برود و احتمالاً دیگر هرگز همدیگر را نخواهند دید. زن در اتاق هتلش احساس گناه می‌کند از اینکه ماجرای آلمانی را برای مرد تعریف کرده، اما تصمیم می‌گیرد در هیروشیما بماند. او به چای‌خانه، که اکنون بسته است، بازمی‌گردد. مرد او را پیدا می‌کند و از او می‌خواهد بماند. زن با صدایی ضعیف می‌گوید می‌ماند، اما باز هم به او می‌گوید برود. آن دو در شهر پرسه می‌زنند؛ گاه با هم و گاه جدا. تصاویر هیروشیما و نِوِر به‌تناوب نمایش داده می‌شود. زن به ایستگاه قطار می‌رود و بخشی از درد عشق اولش را رها می‌کند و تصمیم می‌گیرد شاید بدش نیاید دوباره به نِوِر سر بزند. با تاکسی به کلوب شبانه‌ای می‌رود و مرد دنبال او می‌آید. آن مکان تقریباً خالی است و آن دو جدا از هم می‌نشینند. با طلوع آفتاب، مرد ژاپنی‌ای کنار زن می‌نشیند و به انگلیسی با او لاس می‌زند.
در اتاق هتل زن، معمار در می‌زند. زن در را باز می‌کند و فریاد می‌زند که دارد کم‌کم او را فراموش می‌کند، اما ناگهان آرام می‌شود و می‌گوید نامش «هیروشیما»ست. مرد پاسخ می‌دهد که چنین است و نام زن «نِوِر» است.

## ساختار فیلم
دوراس فیلمنامه خود را همانند یک دو نوازی تنظیم کرده‌است که در آن صدای زن و مرد روی تصویرها مدام در هم می‌دوند. غالباً بیننده نمی‌داند که آیا آنچه بر حاشیه صوتی فیلم می‌شنوند گفتگوی واقعی است، گفتگویی که خیال یکی از آدم‌ها می‌گذرد یا اظهار نظرهایی است که شخصیت‌ها به زبان می‌آورند. فیلم از رویدادهای جاری قصه به بخش‌های مستند می‌پرد، به فیلمهای مستندی بیشتر از «هیروشیما» و گاهی هم از جوانی بازیگر زن در فرانسه. هر چند تماشاگران در دهه‌های ۱۹۴۰ و ۱۹۵۰، ساختارهای فلاش بکی دیده بودند اما «رنه» به این گونه رفت و برگشت‌های زمانی حالتی بی مقدمه و پاره‌پاره داد. در بسیاری از موارد، این فلاش بک‌ها با حالت مبهم جایی بین خاطره و تخیل باقی می‌ماند.
در بخش دوم هیروشیما عشق من، مرد ژاپنی یک شب تمام زن فرانسوی را در شهر دنبال می‌کند. حالا صدای درونی او جای فلاش بک‌ها را می‌گیرد و دربارهٔ آنچه در زمان حال اتفاق می‌افتد، اظهار نظر می‌کند. اگر ضرباهنگ نیمه اول فیلم آن قدر تند است که بیننده را گیج می‌کند، نیمه دوم متهورانه همگام با آهنگ راه رفتن آنها، اکراه عصبی زن و انتظار بیمارگونه مرد، آهسته می‌شود. ریتم فیلم که به ما کمک می‌کند جزئیات حرکات آن‌ها را ببینیم، یادآور ماجرای آنتونیونی است.
رویکرد «رنه» و «دوراس» نسبت به مسئله زمان، یکی از انقلابی‌ترین جنبه‌های فرمال فیلم است. به طوری که کار آن‌ها با شاهکار معروف مارسل پروست یعنی در جستجوی زمان از دست رفته مقایسه می‌گردد. زمان از منطق و بعدی چندگانه برخوردار می‌گردد و این رویکرد در رابطه‌ای مستقیم با محتوا و تم فیلم است که معنا می‌یابد.